# Vergentis
Vergentis è una decretale di papa Innocenzo III emanata all'inizio del suo secondo anno di pontificato. Suo fine principale è la condanna dell'eresia. 

## Titolo
La decretale, come gran parte dei testi pontifici, deriva il proprio titolo dall'incipit, che recita: “Vergentis in senium saeculi corruptelam” (traducibile come “la corruzione del secolo che volge alla fine”).

## Contenuto
Con questa decretale Innocenzo III dà nuova accentuazione sia al concetto canonico di eresia, sia al profilo sanzionatorio ad essa correlato. Fin dall'inizio del testo gli eretici sono definiti tramite immagini tratte dai Vangeli: essi sono la zizzania che pullula tra le messi, ma anche le volpi che attentano alla vigna del Signore. 
Il precedente biblico di questo “cancro che serpeggia profondamente diffondendo il suo veleno” è rintracciato nei fratelli Abiram e Datan, che appoggiarono il dissidente Core contro Aronne: ma Dio li punì facendoli sprofondare sotto terra (Num 16).